# 亚历克·约德
亚历克·约德（英語：Alec Yoder，1997年1月21日—）生于印第安纳波利斯，是一名美国男子竞技体操运动员。他在四岁时被母亲带到体操课程，开始练习体操。2013年，他开始参加青年级别比赛。2016年，他进入俄亥俄州立大学，开始代表该校校队参加国内校际比赛。2022年8月，约德透过个人社交媒体宣布结束运动生涯。